# Dapanoptera versteegi
Dapanoptera versteegi är en tvåvingeart som beskrevs av De Meijere 1915. Dapanoptera versteegi ingår i släktet Dapanoptera och familjen småharkrankar. Inga underarter finns listade i Catalogue of Life.